# Musotima stictochroa
Musotima stictochroa là một loài bướm đêm trong họ Crambidae.